# Вишкарёв, Алексей Фёдорович
Алексей Фёдорович Вишкарёв (12 апреля 1931 г. - 20 декабря 1998 г.) — советский и российский учёный-металлург, специалист в области качества сталей. Создатель теории термовременной природы неметаллических включений. Доктор технических наук, профессор кафедры металлургии стали Московского института стали и сплавов. Лауреат Премии Совета министров СССР (1985 г.), заслуженный деятель науки и техники Российской Федерации.

## Биография
Алексей Фёдорович Вишкарев родился 12 апреля 1931 г. в семье служащих Московского института стали, его отец, Фёдор Фёдорович Вишкарёв, до войны занимал должность главного бухгалтера МИСа. В 1949 году А.Ф. Вишкарёв поступил, и в 1955 году с отличием окончил физико-химический факультет Московского института стали. В 1955 году был принят аспирантом на кафедру теории металлургических процессов и в 1958 году защитил кандидатскую диссертацию по теме "Влияние вакуумирования на разрушение неметаллических включений в стали".
В том же году был зачислен на должность младшего научного сотрудника кафедры металлургии стали, на которой и проработал более 40 лет, пройдя путь от младшего научного сотрудника до заведующего кафедрой (1983 г. – 1993 г.). Впоследствии занимал должность профессора той же кафедры.
Скончался 20 декабря 1998 года.

## Научная и педагогическая деятельность
Результаты его научной и педагогической деятельности отражены в ряде учебников и монографий: "Внепечная обработка стали", "Технология металлов", "Включения и газы в сталях", "Окисленность стали и методы ее контроля" и других. Результаты исследований А.Ф. Вишкарёва широко применяются на многих ведущих предприятиях России и других стран СНГ, включая ЗСМК, ММК, НЛМК, ЧерМК, заводы "Красный Октябрь", "Ижсталь" и других объектах.
Отличался широтой научных интересов. Так, совместно с профессорами Ю.В. Кряковским и Л.С. Гороховым, А.Ф. Вишкарёвым сначала в лабораториях кафедры, а затем и на ряде металлургических заводов был выполнен цикл работ по применению редкоземельных металлов при производстве стали. Много занимался исследованиями внепечной обработки стали. Наряду с В.И. Явойским, Л.С. Гороховым и С.А. Близнюковым впервые в стране начал изучение процессов вторичного окисления металла и его роли в формировании качества готовой продукции. А докторская диссертация, защищенная А. Ф. Вишкаревым в 1980 году, была посвящена проблеме повышения качества стали на основе разработанной им теории термовременной природы неметаллических включений.
Основным принципом А.Ф. Вишкарёва в науке было полное отсутствие авторитетов и «общепризнанных теорий», благодаря чему в годы его руководства научная жизнь на кафедре приобрела дополнительные возможности. Наряду с ЦНИИЧМ и ИМЕТ, кафедра металлургии стали МИСиС стала признанным центром теоретической и прикладной науки. За годы его руководства на кафедре получила развитие новая специальность «Автоматизация технологических процессов и производств». Кафедра в это время укрепила свою репутацию ведущего научного и методического центра в области подготовки и переподготовки кадров не только для предприятий страны, но и за рубежом, окрепли научные связи кафедры с зарубежными авторитетами. Был научным руководителем у множества аспирантов, активно работал с зарубежными учащимися МИСиС. Среди его учеников – граждане Египта, Китая, Германии, Индии, Японии, Вьетнама, Болгарии, Венгрии и Нигерии.
В течение многих лет А.Ф. Вишкарев был членом редакций журналов "Известия вузов. Чёрная металлургия", "Сталь", "Известия чёрной металлургии за рубежом", он проводил большую работу в качестве заместителя председателя Ассоциации сталеплавильщиков России.

## Патенты[7]
- Вибровозбудитель // 1209314
- Смесь для дефосфорации стали // 1567645
- Способ выплавки нержавеющей стали // 638621
- Способ выплавки низкоуглеродистых нержавеющих сталей // 730820
- Способ выплавки стали // 535354
- Способ выплавки стали // 537116
- Способ высокотемпературной термомеханической обработки высокохромистых сталей // 1346685
- Способ закупоривания слитков кипящей стали // 1093387
- Способ извлечения вольфрама, скандия, железа и марганца из вольфрамсодержащего сырья // 2020175
- Способ обогащения сталеплавильного шлака // 1260397
- Способ обработки жидкого чугуна в ковше // 1822420
- Способ определения массы твердых оксидов, провзаимодействовавших с расплавом металла // 1583449
- Способ переработки сталеплавильного фосфатшлака // 1442509
- Способ переработки сталеплавильного фосфатшлака // 1574642
- Способ переработки сталеплавильного шлака // 1318566
- Способ переработки сталеплавильного шлака // 1328396
- Способ переработки сталеплавильного шлака // 1330097
- Способ переработки сталеплавильного шлака // 1447903
- Способ переработки сталеплавильных шлаков // 1504277
- Способ переработки сталеплавильных шлаков // 1514812
- Способ переработки фосфорного шлака // 1301802
- Способ переработки шлака // 1268525
- Способ получения борсодержащей стали // 1041581
- Способ получения нержавеющей стали // 511352
- Способ получения низкоуглеродистой стали // 910787
- Способ получения стали // 1046300
- Способ получения стали // 834151
- Способ продувки жидкого металла // 992594
- Способ продувки легированногорасплава // 810834
- Способ рафинирования жидкого металла // 973633
- Способ термической обработки проката // 1772180
- Устройство для внепечной обработки стали // 1401056
- Устройство для защиты струи при разливке стали сифоном // 1463383
- Устройство для измерения парциального давления кислорода в высокотемпературных средах // 1124219
- Устройство для импульсного вдувания порошкообразных материалов в дуговую электропечь // 1541279
- Устройство для определения активности кислорода в металлургических расплавах // 441505
- Устройство для рафинирования и модифицирования стали // 981387
- Устройство для рафинирования металла в струе // 1042877
- Фурма для газоокислородной продувки металла // 617479
- Фурма для глубинной продувки расплава // 712444
- Штамповая сталь // 804709

## Признание
Лауреат премии Совета министров СССР (1985 г.), заслуженный деятель науки и техники Российской Федерации, действительный член Российской инженерной академии.